# ناحیه لیکدی
ناحیه لیکدی (به لاتین: Liqi Subdistrict) یک منطقهٔ مسکونی در چین است که در Hongta District واقع شده‌است.